# Gina Kehr
Pour les articles homonymes, voir Kehr.
Gina Kehr née le 17 septembre 1969 à Mission Hill dans le Massachusetts est une triathlète professionnelle américaine, vainqueur sur triathlon Ironman 70.3.

## Palmarès en triathlon
Le tableau présente les résultats les plus significatifs (podium) obtenus sur le circuit national et international de triathlon depuis 2001.
| Année | Compétition              | Pays        | Position           | Temps            |
| ----- | ------------------------ | ----------- | ------------------ | ---------------- |
| 2009  | Ironman 70.3 Philippines | Philippines | Médaille d'argent  | 4 h 26 min 11 s  |
| 2008  | Steelhead Ironman 70.3   | États-Unis  | Médaille d'or      | 4 h 4 min 9 s    |
| 2003  | Ironman USA              | États-Unis  | Médaille d'argent  | 9 h 55 min 18 s  |
| 2002  | Ironman France           | France      | Médaille d'argent  | 10 h 17 min 23 s |
| 2002  | Triathlon de Gérardmer   | France      | Médaille d'argent  | 10 h 17 min 23 s |
| 2001  | Ironman Europe           | Allemagne   | Médaille d'argent  | 9 h 27 min 26 s  |
| 2001  | Wildflower Triathlon     | États-Unis  | Médaille de bronze | Timing           |